# Adeline Blondieau
Pour les articles homonymes, voir Blondieau.
Adeline Blondieau, née le 9 février 1971 à Paris, est une comédienne, animatrice, scénariste française, devenue sophrologue.
Elle est également connue pour avoir été, à deux reprises, l'épouse de Johnny Hallyday, de 1990 à 1995.
Elle s’est mariée en toute discrétion avec son compagnon depuis 10 ans en Camargue aux Saintes Maries de la Mer le 16 août 2025  

## Biographie

### Famille
Adeline Éléonore Blondieau est née le 9 février 1971 à Paris. Elle est la fille de Christian Blondieau, chanteur et parolier sous le pseudonyme de Long Chris.
Elle a une sœur née en 1972, cavalière, et un frère Alexandre, né en 1977, avocat à Paris.

### Mariage et vie privée

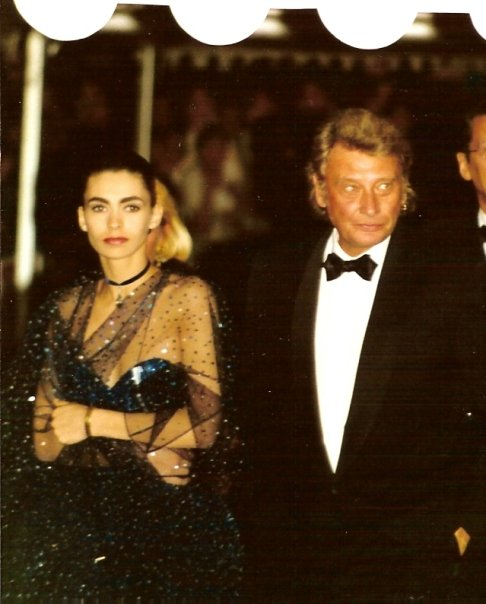
Adeline Blondieau avec Johnny Hallyday au festival de Cannes 1992.

Le 9 juillet 1990, à 19 ans, elle se marie à Ramatuelle avec Johnny Hallyday, un ami de son père qu'elle connait depuis l'enfance. Le couple se sépare le 11 juin 1992, pour se remarier à Las Vegas le 16 avril 1994, avant de rompre définitivement le 9 mai 1995.
Entre-temps, en 1992, elle vit une histoire d'amour avec l'acteur américain Richard Grieco.
Peu de temps après, elle rencontre Sergio Temporelli, mannequin argentin, sur le tournage de la série télévisée Les Filles d'à côté. Le 14 mai 1999, elle donne naissance à leur enfant, un garçon prénommé Aïtor. Le couple se sépare en 2004, après 9 ans de relation.
Elle révèle avoir fait une dépression sous forme de syndrome d'épuisement professionnel en 2009.
Le 30 août 2011, elle donne naissance à une fille prénommée Wilona, de son union avec Laurent Hubert.
Le 21 août 2025, elle annonce s’être mariée le 16 août 2025 avec son compagnon depuis 10 ans, dans la plus stricte intimité, sur la plage. 

### Comédienne
En 1991, elle sort un maxi 45 tours vinyles intitulé Les Envies d'amour écrit par Félix Gray.
En 1994, elle interprète, dans la série Les Filles d'à côté, le personnage d'Adeline. À partir de 1995 et jusqu'à fin 1996, le personnage prend de l'importance et de second rôle, elle devient l'un des principaux de la série rebaptisée Les Nouvelles Filles d'à côté.
Entre 1996 et 2007, elle incarne Caroline Drancourt dans la série Sous le soleil, qui s'exporte dans une centaine de pays.
En parallèle, elle apparaît en second rôle à la télévision dans les séries Femmes de loi et Section de recherches.
En 2008, elle crée sa propre société de production, A2L1.
En 2013, elle reprend son rôle de Caroline Drancourt dans la série Sous le soleil de Saint-Tropez, à la suite de Sous le soleil, partageant l'affiche avec notamment Joséphine Jobert et Christine Lemler.

### Scénariste de bande dessinée
En 2004, elle co-écrit avec Éric Summer les scénarios et les dialogues de la série de bande dessinée polar Angeline, éditée par Soleil Productions,.
En 2008, elle co-écrit L'heure de la sortie avec Bernard Swysen, puis avec la dessinatrice Eva Rollin, Les Citadines tome 1 : Les guerrières du slip en 2009. La même année, elle coécrit L'heure de la sortie, Tome 2 toujours en collaboration avec Bernard Swysen.
En 2010, elle co-écrit les bandes dessinées Ma vie de people : De l'inconvénient d'être célèbre, ainsi que sa suite Ma vie de people, Tome 2 : De l'inconvénient d'être célèbre, en collaboration avec le dessinateur Nicolin.
Le deuxième tome des Citadines paraît en mai 2011 et s'intitule Le safari de l'amûûûr. Toujours la même année, elle co-écrit le scénario du 2e tome de Bidule. En parallèle, elle participe aussi à l'écriture de Célimène Tome 1 : Révélations, en collaboration avec Manuela Razzi et Emilio Urbano.
En 2013, elle écrit Les Pochitos, un livre pour enfants sur la différence avec Fabien Rypert comme dessinateur. La même année, Célimène - Tome 2 : En piste, co-réalisé Manuela Razzi et Emilio Urbano, est dévoilée.
La suite des Pochitos, intitulée Les Pochitos - Tome 2 : La fête de la neige, toujours en partenariat avec Fabien Rypert comme dessinateur, est commercialisée en 2014.

### Politique
En 2014, elle se lance en politique à l'occasion des municipales, et se porte candidate UMP à la mairie de Colombes, avant de se retirer finalement de la liste de Nicole Goueta, maire élue de Colombes.

### Mode
Elle crée sa propre ligne de vêtements pour le catalogue de vente par correspondance Les 3 Suisses et mannequin (Adeline H).

### Sophrologie
Invitée sur le plateau de l'émission Ça commence aujourd'hui du 20 mai 2020 dont le sujet est « Célébrités : leur nouvelle vie », elle déclare avoir ouvert un cabinet de sophrologie depuis un an.

## Polémique
Le 29 janvier 2010, elle participe au jeu de téléréalité La Ferme Célébrités en Afrique sur TF1, jeu pour lequel elle a négocié et obtenu le cachet le plus élevé.
Au bout de trois semaines, elle quitte le jeu à la suite d'une piqûre de tique. Néanmoins, la presse révèle qu'elle aurait quitté le jeu en raison d'une dispute survenue avec Farid Khider, qui aurait entraîné une élongation du bras.
Les images de cette dispute n'ont jamais été diffusées, et la presse s'est interrogée quant aux faits passés sous silence, les versions de la production et de la presse étant discordantes,.
Après un mois de silence, Adeline Blondieau accorde une interview et légitime l'utilisation d'un couteau contre Farid Khider.

## Procès avec Johnny Hallyday
Adeline Blondieau porte plainte contre son ex-mari Johnny Hallyday, s'estimant diffamée par les propos tenus à son encontre dans l'autobiographie Dans mes yeux qu'il a fait paraître en février 2013. Amanda Sthers, coautrice du livre, et la maison d'édition Plon sont également visés par la plainte. En mars 2013, Adeline Blondieau obtient une première victoire contre les éditions Plon, condamnées, en référé par le tribunal de grande instance de Paris, à lui verser un euro de dommages et intérêts, la justice reconnaissant la diffamation et l'atteinte à la vie privée ; en revanche, elle n'obtient pas, comme elle le demandait, le retrait du livre des passages la concernant.
En mai 2014, Adeline Blondieau obtient le renvoi de Johnny Hallyday devant le tribunal correctionnel de Paris. L'audience a lieu le 22 septembre 2015. Au cours de celle-ci, Adeline Blondieau accuse son ex-époux de l'avoir violée lorsqu'elle avait « 14-15 ans ». Le chanteur, absent lors de l'audience, réagit par la voix de son avocat qui déclare dans un communiqué de presse : « Johnny Hallyday se réserve le droit de prendre les mesures propres à la sauvegarde de ses droits au regard des propos tenus par Madame Adeline Blondieau lors de cette audience ainsi que de toute reprise de ces derniers par voie de presse. ». Par ailleurs, l'accusation portée par l'ex-épouse de Johnny Hallyday, ne peut faire l'objet d'une procédure judiciaire puisque les faits présumés sont prescrits,, ni faire l'objet d'une plainte en diffamation de la part de son ex-mari puisqu'elle a tenu ses propos dans un tribunal.
Le 3 novembre 2015, Adeline Blondieau est déboutée par le tribunal, estimant que les propos du livre ne peuvent être considérés comme diffamatoires à son encontre. En juin 2016, elle l'emporte en appel, la cour ayant considéré que trois passages du livre étaient diffamatoires à son endroit ; Johnny Hallyday et son éditeur (Plon) sont condamnés à lui verser 2 500 euros de dommages et intérêts.

## Filmographie

### Cinéma
- 2012 : Bienvenue aux acteurs anonymes : elle-même

### Télévision
- 1994 : Les Filles d'à côté : Adeline
- 1995-1996 : Les Nouvelles Filles d'à côté : Adeline
- 1996-1998  et 2000-2008 :  Sous le soleil : Caroline Drancourt
- 1999 : Les Cordier, juge et flic : Irina
- 2002 : Navarro (saison 14 - épisode 1 : Promotion Macabre) : Katia Lentz
- 2004 : Petits Mythes urbains : La mère
- 2004 : Ariane Ferry : Barbara Perrin
- 2005 : Femmes de loi : Christine Legoff
- 2005 et 2006 : Léa Parker : Sabine, saison 1 épisode 8 La liste noire et saison 2 dernier épisode 30 L'appel du cœur
- 2008 : Section de recherches : Sonia Villiers
- 2009 : Brigade Navarro : Valentine Pradel
- 2013 - 2014 : Sous le soleil de Saint-Tropez : Caroline Drancourt

## Émissions

### Radio
- 1992-1994 : Génération Nostalgie, Génération Adeline sur Nostalgie
- 2013 : On n'est pas rentré, La Première (Belgique) : chroniqueuse

### Télévision
- 1993 : Flashback sur M6
- 1994 : Vacances à Saint-Tropez sur TF1
- 1994 : Disneyland Express sur TF1
- 1996, 2006, 2018 : Fort Boyard sur France 2
- 2003 : Qui veut gagner des millions ? sur TF1 : candidate
- 2004 : Le Grand Concours sur TF1
- 2008 : Adeline avec les bulles sur IDF1
- 2010 : Ça ne s'invente pas sur Virgin 17
- 2011 : Le Cheval, c'est trop génial sur Gulli
- 2014-2016 : Les Contes de Tiji sur Tiji : animatrice (avec Élodie Gossuin en 2016)

### Téléréalité
- 2010 : La Ferme Célébrités en Afrique : elle-même (candidate du 29 janvier au 21 février)
- 2012 : Un diner presque parfait : elle-même (invitée du 30 janvier au 3 février)

### Clip vidéo
- 1992 : clip de la chanson Les Mariés de Vendée de Didier Barbelivien.

## Discographie
- 1991 : Les Envies d'amour (single)[32]

## Théâtre
- 2007 : Dîner chez Marny
- 2009 : Les Monologues du vagin
- 2017 : Le Chameau bleu de Pierre Sauvil

## Publications
- 2011 : Mise à nu, Éditions Trédaniel. Dans ce livre elle parle de ses relations amoureuses.
- 2013 : Yoga grossesse, cosignature, Le Courrier du livre,  (ISBN 978-2702909720)[33].
- 2019 : Le yoga des enfants, Le courrier du livre,  (ISBN 2702915353).